# Kopalka (Ingres)
Kopalka (francosko La Grande Baigneuse) je slika iz leta 1808 francoskega neoklasicističnega umetnika  Ingresa (1780–1867), ki je prišla v Louvre leta 1879. Naslikal jo je, ko je študiral na Francoski akademiji v Rimu in je bila prvotno naslovljena Sedeča ženska, kasneje pa je postala znana po enem od svojih lastnikov iz 19. stoletja.
Čeprav sliki kritiki ob prvi razstavi niso bili naklonjeni, sta brata Goncourt, skoraj petdeset let pozneje, ko je bil umetnikov sloves dobro uveljavljen, zapisala, da »bi sam Rembrandt zavidal jantarno barvo tega bledega trupa«, medtem ko jo je Louvre opisal kot »mojstrovino harmoničnih linij in nežne svetlobe«.
Ingres je že prej slikal ženske akte, kot je njegova Kopalka iz leta 1807, vendar to delo na splošno velja za njegovo prvo veliko obravnavo tega predmeta. Tako kot pri prejšnjih manjših delih je tudi tukaj model prikazan od zadaj, vendar Kopalki manjka očitne seksualnosti zgodnejše slike, namesto tega prikazuje umirjeno in odmerjeno čutnost.
Charles Baudelaire (1821–1867) je model opisal kot »globoko brezvoljnost«, vendar jo v mnogih pogledih predstavlja kot v bistvu čedno. To nasprotje je očitno v mnogih elementih slike. Obrat njenega vratu in obline hrbta in nog poudarjajo padec kovinsko zelene draperije, valovanje bele zavese pred njo in pregibi posteljne rjuhe in posteljnine. Vendar se tem elementom upira hladen ton, v katerem je upodobljeno njeno meso in elementi, kot je eleganten črni žilast marmor levo od nje.
Ob spominu na Ingresovo sposobnost, da na edinstven način naslika človeško telo, je umetnostni kritik Robert Rosenblum zapisal, da je »končni učinek [Kopalke] čarobna zaustavitev časa in gibanja - tudi zakona gravitacije… zdi se, da lik breztežno plava po gladki površini sklenine in izvaja le najbolj občutljiv pritisk, gravitacijska pričakovanja najtežjih zemeljskih oblik pa temu presenetljivo nasprotujejo«.
Ingres se je večkrat v življenju vrnil k obliki te figure; vrhunec je njegova Turška kopel iz leta 1863, kjer osrednja figura v ospredju, ki igra mandolino, odmeva v ritmu in tonu modela Kopale .